# Night Call
Night Call è il terzo album in studio del progetto musicale del cantante britannico Olly Alexander chiamato Years & Years, pubblicato nel 2022. Dall'album furono estratti tre singoli: Starstruck, Crave e Sweet Talker. La versione deluxe dell'album include anche A Second to Midnight, una collaborazione con Kylie Minogue.

## Tracce
Edizione Standard
1. Consequences – 3:05 (Olly Alexander, Mark Ralph)
2. Starstruck – 3:27 (Olly Alexander, Mark Ralph, Clarence Coffee Jr., Nathaniel Ledwidge)
3. Night Call – 2:50 (Olly Alexander, Mark Ralph, Max Wolfgang, George Reid)
4. Intimacy – 2:35 (Olly Alexander, Mark Ralph, Clarence Coffee Jr., Nathaniel Ledwidge)
5. Crave – 3:17 (Olly Alexander, Mark Ralph)
6. Sweet Talker (feat. Galantis) – 2:57 (Olly Alexander, Mark Ralph, Max Wolfgang, Christian Karlsson)
7. Sooner or Later – 3:20 (Olly Alexander, Mark Ralph, Clarence Coffee Jr.)
8. 20 Minutes – 2:59 (Olly Alexander, Mark Ralph, Stephen Wrabel, Jesse Shatkin)
9. Strange and Unusual – 3:15 (Olly Alexander, Mark Ralph, Clarence Coffee Jr., Nathaniel Ledwidge)
10. Make It Out Alive – 3:03 (Olly Alexander, Mark Ralph, Jesse Shatkin, Ilsey Juber)
11. See You Again – 3:09 (Olly Alexander, Mark Ralph, Nathaniel Ledwidge, Caroline Ailin)

Edizione Deluxe - Tracce Bonus
1. Immaculate – 2:51 (Olly Alexander, Mark Ralph, Max Wolfgang)
2. Muscle – 3:07 (Olly Alexander, Stephen Wrabel, Joel Little)
3. Reflection – 3:31 (Olly Alexander, Clarence Coffee Jr., Nathaniel Ledwidge)
4. A Second to Midnight (feat. Kylie Minogue) – 3:27 (Olly Alexander, Kylie Minogue, Martin Sjølie, Richard Stannard, Duck Blackwell)
5. Starstruck (Kylie Minogue remix) – 3:26 (Olly Alexander, Mark Ralph, Clarence Coffee Jr., Nathaniel Ledwidge, Kylie Minogue)

Riedizione digitale
1. Hallucination (feat. Regard) – 2:54 (Dardan Aliu, Olly Alexander, Joel Little, Jean-Jacques Goldman, Nadia Mladjao, Stefane Goldman)

Edizione giapponese
1. Starstruck (SIRUP Remix) – 3:28

New Year's Edition
1. King – 3:35 (Olly Alexander, Michael Goldsworthy, Emre Türkmen, Andrew Smith, Mark Ralph)
2. Shine – 4:12 (Olly Alexander, Michael Goldsworthy, Emre Türkmen, Greg Kurstin, Mark Ralph)
3. If You're Over Me – 3:09 (Olly Alexander, Mark Ralph, Steve McCutcheon)
4. Desire – 3:23 (Olly Alexander, Michael Goldsworthy, Emre Türkmen, Thomas Hull)
5. Sanctify – 3:13 (Olly Alexander, Thomas Hull)
6. Play (fet. Jax Jones) – 3:06 (Olly Alexander, Mark Ralph, Timucin Aluo, Uzoechi Emenike)
7. It's a Sin (feat. Elton John) – 4:44 (Neil Tennant, Chris Lowe)

## Classifiche
| Classifica (2022) | Posizione massima |
| ----------------- | ----------------- |
| Belgio (Fiandre)  | 15                |
| Belgio (Vallonia) | 12                |
| Francia           | 134               |
| Germania          | 47                |
| Irlanda           | 19                |
| Regno Unito       | 1                 |
| Spagna            | 39                |
| Svizzera          | 62                |